# Jersey Open
Het Jersey Open is een voormalig golftoernooi van de Europese PGA Tour van 1978-1995. Het werd in 1996 opgevolgd door de Jersey Seniors Classic, die deel uitmaakt van de Europese Senior Tour. Het toernooi vond altijd plaats op de La Moye Golf Club.

## Winnaars
| Jaar                         | Winnaar                     | Score                       | Score                       | Info                                                     |
| British Airways / Avis Open  | British Airways / Avis Open | British Airways / Avis Open | British Airways / Avis Open | British Airways / Avis Open                              |
| ---------------------------- | --------------------------- | --------------------------- | --------------------------- | -------------------------------------------------------- |
| 1978                         | Brian Huggett               | 271                         | -13                         |                                                          |
| 1979                         | Sandy Lyle                  | 271                         | -13                         |                                                          |
| Avis Open                    |                             |                             |                             |                                                          |
| 1980                         | José Maria Cañizares        | 281                         | +1                          |                                                          |
| Billy Butlin Jersey Open     |                             |                             |                             |                                                          |
| 1981                         | Tony Jacklin                | 279                         | -9                          |                                                          |
| Jersey Open                  |                             |                             |                             |                                                          |
| 1982                         | Bernard Gallacher po        | 273                         | -15                         | Gallacher won de play-off van Eamonn Darcy en Sandy Lyle |
| 1983                         | Jeff Hall                   | 278                         | -10                         |                                                          |
| 1984                         | Bernard Gallacher           | 274                         | -14                         |                                                          |
| 1985                         | Howard Clark                | 279                         | -1                          |                                                          |
| 1986                         | John Morgan po              | 275                         | -13                         | Morgan won de play-off van Peter Fowler                  |
| 1987                         | Ian Woosnam                 | 279                         | -9                          |                                                          |
| BNP Jersey Open              |                             |                             |                             |                                                          |
| 1988                         | Des Smyth po                | 273                         | -15                         | Smyth won de play-off van Roger Chapman                  |
| Jersey European Airways Open |                             |                             |                             |                                                          |
| 1989                         | Christy O'Connor jr.        | 281                         | -3                          | O'Connor won de play-off van Denis Durnian               |
| 1990                         | niet gespeeld               | niet gespeeld               | niet gespeeld               | niet gespeeld                                            |
| 1991                         | Sam Torrance                | 279                         | -8                          |                                                          |
| 1992                         | Daniel Silva                | 277                         | -11                         |                                                          |
| 1993                         | Ian Palmer                  | 268                         | -20                         |                                                          |
| 1994                         | Paul Curry                  | 266                         | -22                         |                                                          |
| DHL Jersey Open              |                             |                             |                             |                                                          |
| 1995                         | Andrew Oldcorn              | 273                         | -15                         |                                                          |